# Ferritslev
Ferritslev is een plaats in de Deense regio Zuid-Denemarken, gemeente Faaborg-Midtfyn. De plaats telt 1030 inwoners (2020).